# Saison 2 de Belgium's Got Talent
La deuxième saison de Belgium's Got Talent, émission belge de divertissement, diffusée depuis le 22 septembre 2013 jusqu'au 1er décembre 2013 sur RTL-TVI.

## Présentateurs et jury
Cette saison est à nouveau présentée par Jean-Michel Zecca et Julie Taton (prime-time), suivie par 100% Got Talent présentée par David Antoine et Sophie Pendeville
Le jury est composé du musicien et organisateur de concerts en Belgique Paul Ambach, de la chanteuse et animatrice belge, Maureen Dor et d'un animateur de télévision et créateur d'illusions/mentaliste hispano-belge Carlos Vaquera. Paul Ambach a été remplacé par Ray Cokes (membre du jury de la même émission en Flandre) durant une soirée d'auditions car il participait à un concert ce jour-là.

## Gain
Le vainqueur reçoit 25 000 € + 10 000 € de chèque cadeau chez Eurocenter + une prestation à Disneyland Paris

## Épreuves

### Auditions
Les auditions de Belgium's Got Talent ont eu lieu du 29 juin 2013 au 3 juillet 2013 au Théâtre national de Bruxelles. Elles ont été diffusées à la télévision à partir du 22 septembre 2013.

### Demi-finales

#### Candidats de la1redemi-finale
La première demi-finale s'est déroulée en direct le 3 novembre 2013.
| Ordre | Nom               | Numéro        | Buzz et Choix du Jury | Buzz et Choix du Jury | Buzz et Choix du Jury | Résultat                |
| Ordre | Nom               | Numéro        | Paul                  | Maureen               | Carlos                | Résultat                |
| ----- | ----------------- | ------------- | --------------------- | --------------------- | --------------------- | ----------------------- |
| 1     | Jessica et Snoopy | Dog dancing   |                       |                       |                       | Non choisis par le jury |
| 2     | Nsona Mvuemba     | Chant         |                       |                       |                       | Éliminée                |
| 3     | Les Karatékas     | Karaté        |                       |                       |                       | Éliminés                |
| 4     | Laura Laune       | Humoriste     |                       |                       |                       | Éliminée                |
| 5     | Greg et Sharon    | Claquettes    |                       |                       |                       | Éliminés                |
| 6     | Chris Watson      | Chant         |                       |                       |                       | Choisis par le public   |
| 7     | Happy Brothers    | Danse Hip-Hop |                       |                       |                       | Choisis par le jury     |
| 8     | Gérard Spencer    | Hang          |                       |                       |                       | Éliminé                 |

Légende :
En gras = Les candidats qualifiés pour la finale
 = Choix du jury
 = Buzz du jury

#### Candidats de la2edemi-finale
La deuxième demi-finale s'est déroulée en direct le 10 novembre 2013.
| Ordre | Nom                  | Numéro           | Buzz et Choix du Jury | Buzz et Choix du Jury | Buzz et Choix du Jury | Résultat                 |
| Ordre | Nom                  | Numéro           | Paul                  | Maureen               | Carlos                | Résultat                 |
| ----- | -------------------- | ---------------- | --------------------- | --------------------- | --------------------- | ------------------------ |
| 1     | Voice Of Angels      | Chorale          |                       |                       |                       | Choisis par le jury      |
| 2     | Dominique et Annette | Ventriloque      |                       |                       |                       | Éliminés                 |
| 3     | Maxime Senden        | Vélo trial       |                       |                       |                       | Éliminé                  |
| 4     | Attention Jongleurs  | Jongleurs        |                       |                       |                       | Choisis par le public    |
| 5     | Blandine Cosse       | Tissu aérien     |                       |                       |                       | Éliminée                 |
| 6     | Prototyp Crew        | Danse            |                       |                       |                       | Non choisies par le jury |
| 7     | Iris                 | Chant et guitare |                       |                       |                       | Éliminés                 |
| 8     | Michel Chantren      | Cerf-volant      |                       |                       |                       | Éliminé                  |
| 9     | Sébastien D.G.       | Danse            |                       |                       |                       | Éliminé                  |

Légende :
En gras = Les candidats qualifiés pour la finale
 = Choix du jury
 = Buzz du jury

#### Candidats de la3edemi-finale
La troisième demi-finale s'est déroulée en direct le 17 novembre 2013.
| Ordre | Nom                 | Numéro     | Buzz et Choix du Jury | Buzz et Choix du Jury | Buzz et Choix du Jury | Résultat                 |
| Ordre | Nom                 | Numéro     | Paul                  | Maureen               | Carlos                | Résultat                 |
| ----- | ------------------- | ---------- | --------------------- | --------------------- | --------------------- | ------------------------ |
| 1     | Funky Feet          | Danse      |                       |                       |                       | Non choisies par le jury |
| 2     | Gaelle Lacroix      | Chant      |                       |                       |                       | Choisie par le public    |
| 3     | D-Square            | Danse      |                       |                       |                       | Éliminés                 |
| 4     | The Fire's Brothers | Jonglage   |                       |                       |                       | Éliminés                 |
| 5     | Fabian Le Castel    | Imitateur  |                       |                       |                       | Choisis par le jury      |
| 6     | Kouklès Duo         | Danse      |                       |                       |                       | Éliminées                |
| 7     | Aya Show            | Striptease |                       |                       |                       | Éliminée                 |
| 8     | Ikiyago Legacy      | Tambours   |                       |                       |                       | Éliminés                 |

Légende :
En gras = Les candidats qualifiés pour la finale
 = Choix du jury
 = Buzz du jury

#### Candidats de la4edemi-finale
La quatrième demi-finale s'est déroulée en direct le 24 novembre 2013.
| Ordre | Nom                              | Numéro                 | Buzz et Choix du Jury | Buzz et Choix du Jury | Buzz et Choix du Jury | Résultat                 |
| Ordre | Nom                              | Numéro                 | Paul                  | Maureen               | Carlos                | Résultat                 |
| ----- | -------------------------------- | ---------------------- | --------------------- | --------------------- | --------------------- | ------------------------ |
| 1     | Phorin                           | Chant et guitare       |                       |                       |                       | Éliminé                  |
| 2     | Kamyléon                         | Magie                  |                       |                       |                       | Éliminée                 |
| 3     | Ramona                           | Chant                  |                       |                       |                       | Choisis par le jury      |
| 4     | Junbox                           | Danse                  |                       |                       |                       | Choisis par le public    |
| 5     | Thierry Jaspart                  | Humoriste              |                       |                       |                       | Éliminé                  |
| 6     | Fun Fantasy                      | Danse                  |                       |                       |                       | Non choisies par le jury |
| 7     | Gael Manipoud                    | Cirque                 |                       |                       |                       | Éliminé                  |
| 8     | Peggy Lee Cooper et El Fenouillo | Artistes de Music Hall |                       |                       |                       | Éliminés                 |

Légende :
En gras = Les candidats qualifiés pour la finale
 = Choix du jury
 = Buzz du jury

### Finale
La finale s'est déroulée en direct le 1er décembre 2013 en direct.
Cette finale aura reçus comme invités d'honneurs les 2MAD (vainqueur de la saison 1) ainsi que Laura Pausini. 
| Ordre | Nom                 | Numéro        | Résultats |
| ----- | ------------------- | ------------- | --------- |
| 1     | Chris Watson        | Chant         | Deuxième  |
| 2     | Gaelle Lacroix      | Chant         | Troisième |
| 3     | Fabian Le Castel    | Imitateur     | Éliminé   |
| 4     | Happy Brothers      | Danse Hip-Hop | Éliminés  |
| 5     | Ramona              | Chant         | Éliminée  |
| 6     | Voice Of Angels     | Chorale       | Éliminés  |
| 7     | Junbox              | Danse         | Vainqueur |
| 8     | Attention Jongleurs | Jongleurs     | Éliminés  |